# 広視野惑星カメラ2
広視野惑星カメラ2（こうしやわくせいカメラ2、英: Wide Field and Planetary Camera 2、略称: WFPC2）は、かつてハッブル宇宙望遠鏡 (英: Hubble Space Telescope, HST) に搭載されていたカメラである。ジェット推進研究所 (JPL) によって製造されたこのカメラは小さなグランドピアノ程度の大きさがあった。WFPC2は、1993年に行われたスペースシャトルのミッションSTS-61で広視野惑星カメラ (WFPC) と置き換えてHSTに取り付けられ、1995年にハッブル・ディープ・フィールド、1996年に砂時計星雲や卵星雲、1998年にハッブル・ディープ・フィールド・サウスの撮影に用いられた。その後、ミッションSTS-125中の2009年5月14日に行われたこのミッション最初の船外活動でWFPC2は取り外され、広視野カメラ3と交換された。役目を終えたWFPC2は地球に持ち帰られ、国立航空宇宙博物館とJPLに一時展示された後、最終的に国立航空宇宙博物館で展示されることとなった。

## 設計
WFPC2は、1990年にハッブル宇宙望遠鏡と一緒に打ち上げられた前身のWFPCと同じジェット推進研究所によって製造された。WFPC2は、内部に望遠鏡のミラーの球面収差を固定するための補償光学機構を備えていた。
WFPC2のCCDイメージセンサは、120nmから1100nmの範囲の放射を検出した。この範囲は、380nmから780nmの可視光、全ての近紫外線、ほとんどの近赤外線の周波数を含む。CCDの感度は、約700nmにピークを持つほぼ正規分布の形である。WFPC2は、それぞれ800×800ピクセルの4つの相同なCCDを備えていた。そのうち3つは、広視野カメラ(WFC)を包むようにL字型に配置された。その隣には惑星カメラ(PC)と、狭焦点の4つめのCCDが配置された。これにより、視野のより狭い範囲でより詳細な画像を得られるようになった。WFCとPCの画像は合成され、WFPC2の特徴的な階段のような画像となる。
特定の電磁スペクトルのみの画像を得るために、WFPC2は、光路上に異なった光学フィルターを設置するための回転ホイールを備えていた。

## 性能

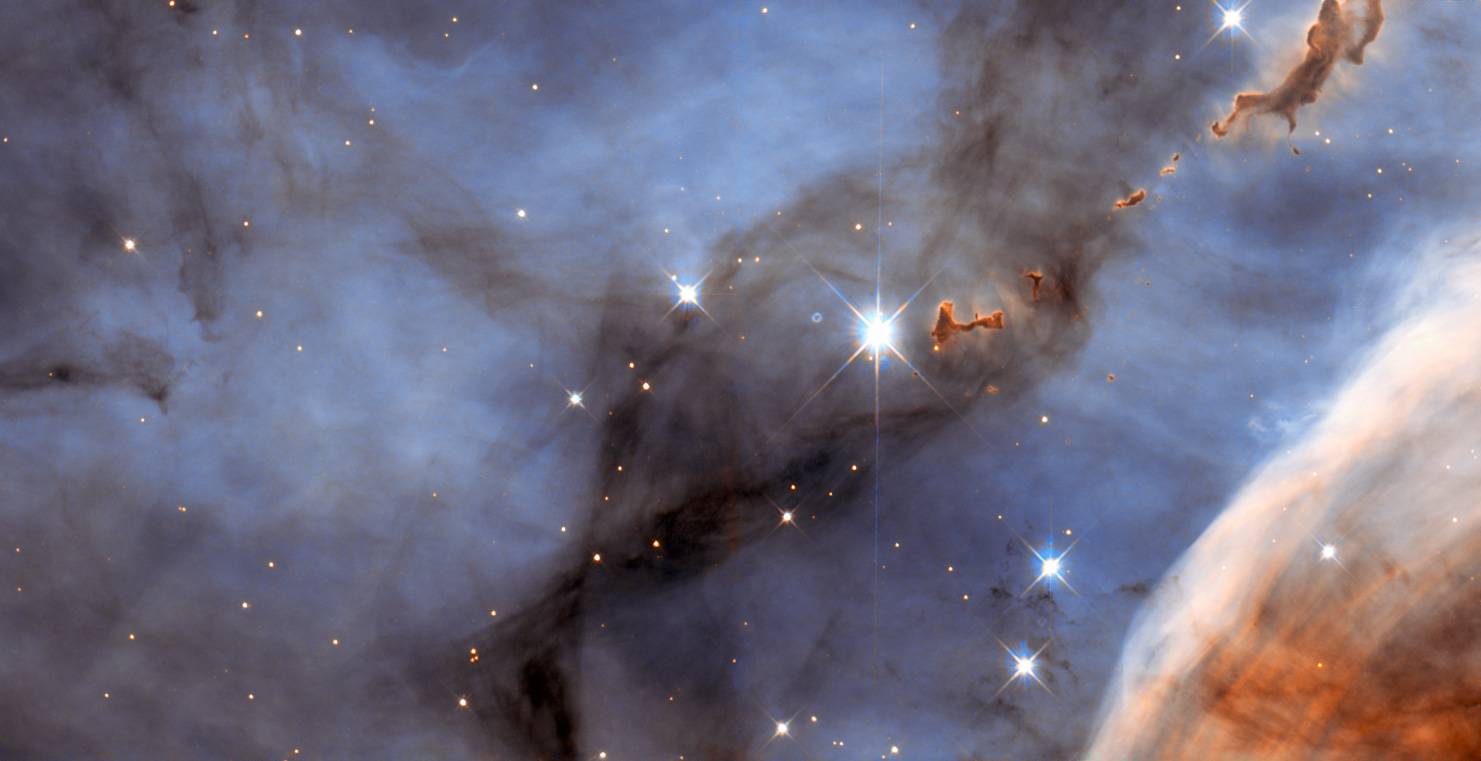
WFPC2の画像から作られたイータカリーナ星雲の小領域

予想されていたことだが、ミッションに向かう過程でCCDが損傷し、欠陥ピクセルが生じるようになった。望遠鏡のオペレータは、これらの欠陥ピクセルを一覧にするために、毎月校正を行った。彼らは、望遠鏡の開口部を閉じたまま長時間の露光の写真を何枚も撮影し、黒色にならないピクセルを洗い出した。宇宙線による影響を避けるため、異なる校正写真の比較も行われ、常に「欠陥」となるピクセルは記録され、天文学者はWFPC2の生のデータを分析する際には、これらのリストの提供を受け、画像処理ソフト等を用いてこれらのピクセルを除外した。
WFPC2は、2002年に設置された掃天観測用高性能カメラ (ACS) に大部分が取って代わられた。しかし、2007年始めのACSの故障によって、WFPC2は一時的にハッブル宇宙望遠鏡のメインの光学カメラの地位に戻った。WFPC2は2009年5月に、広視野カメラ3に置き換えられてハッブル宇宙望遠鏡から除去され地球に戻り、最終的に博物館に展示された。

## WFPC2が撮影した画像

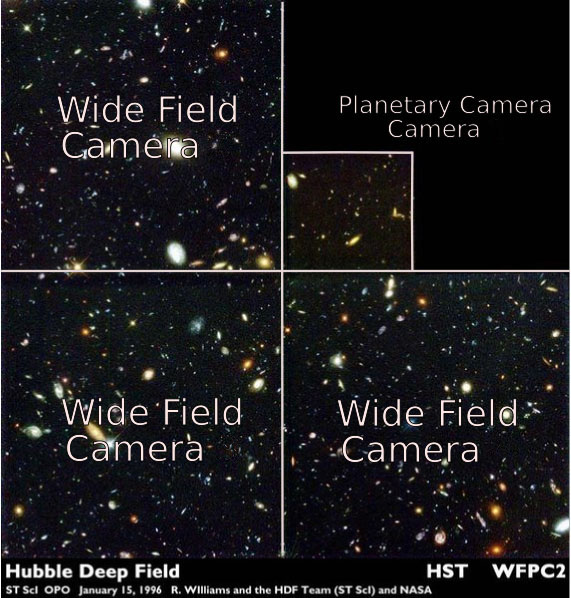
ハッブル・ディープ・フィールド
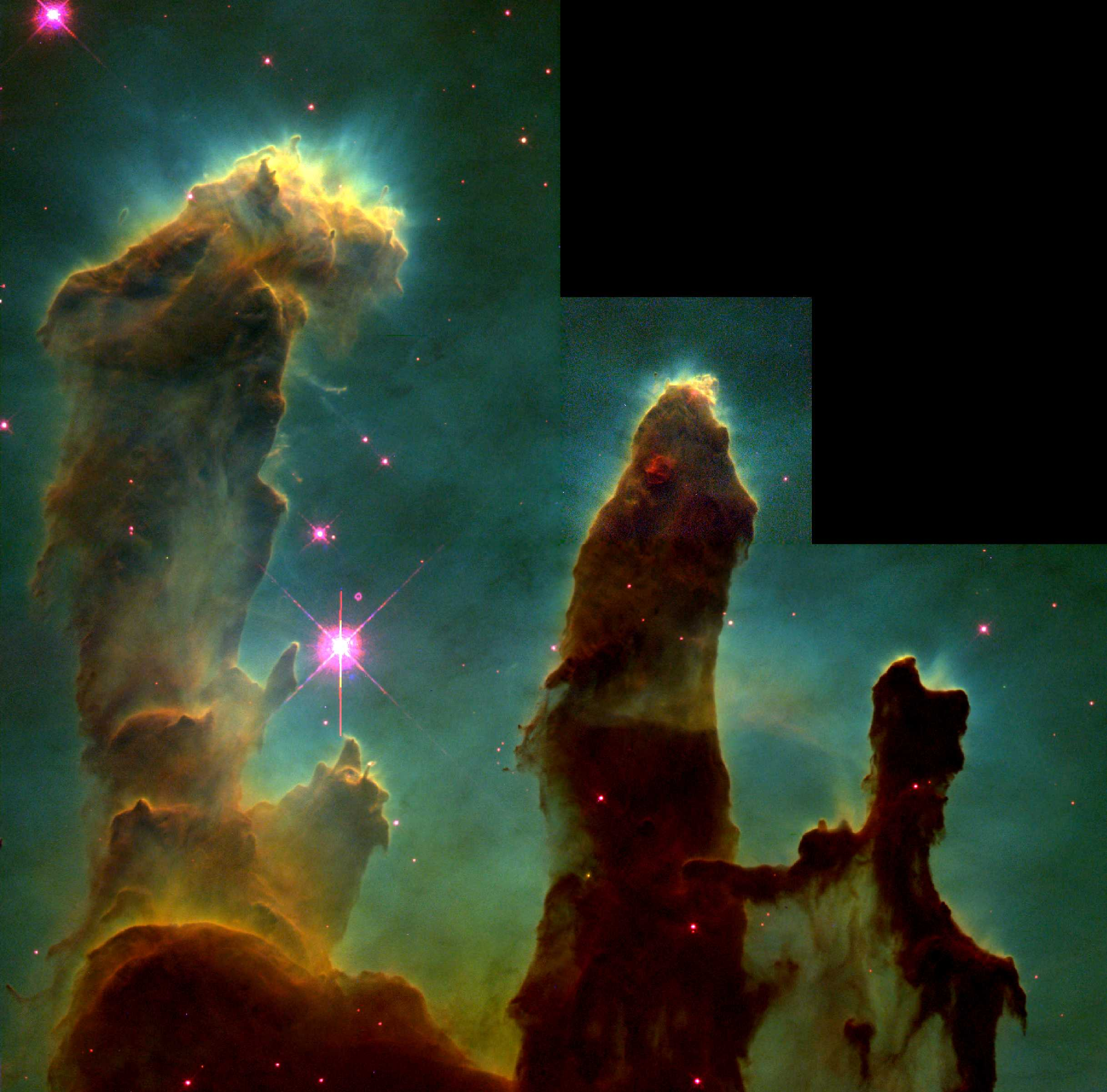
わし星雲中のPillars of Creation
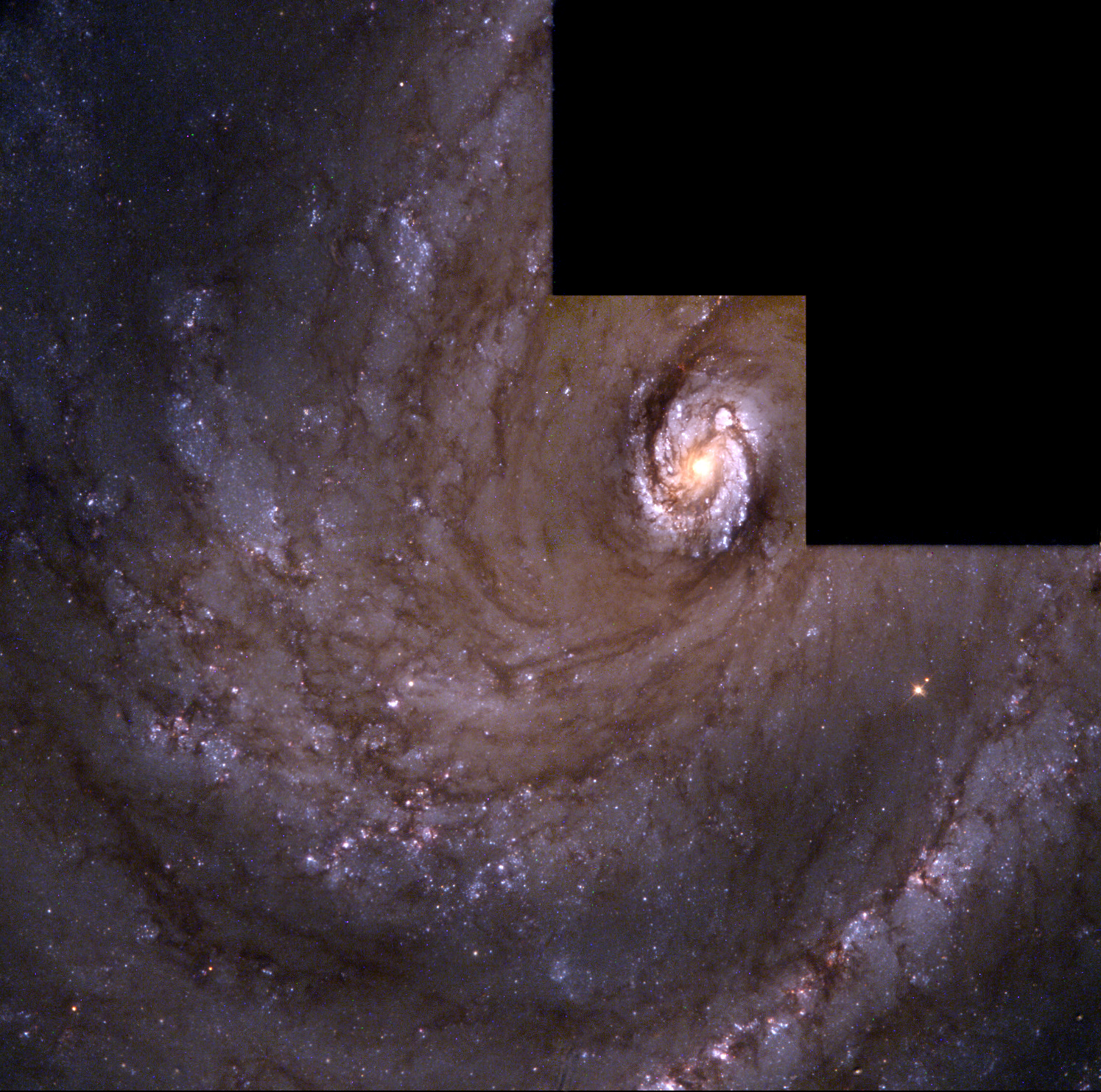
1994年に撮影されたM100
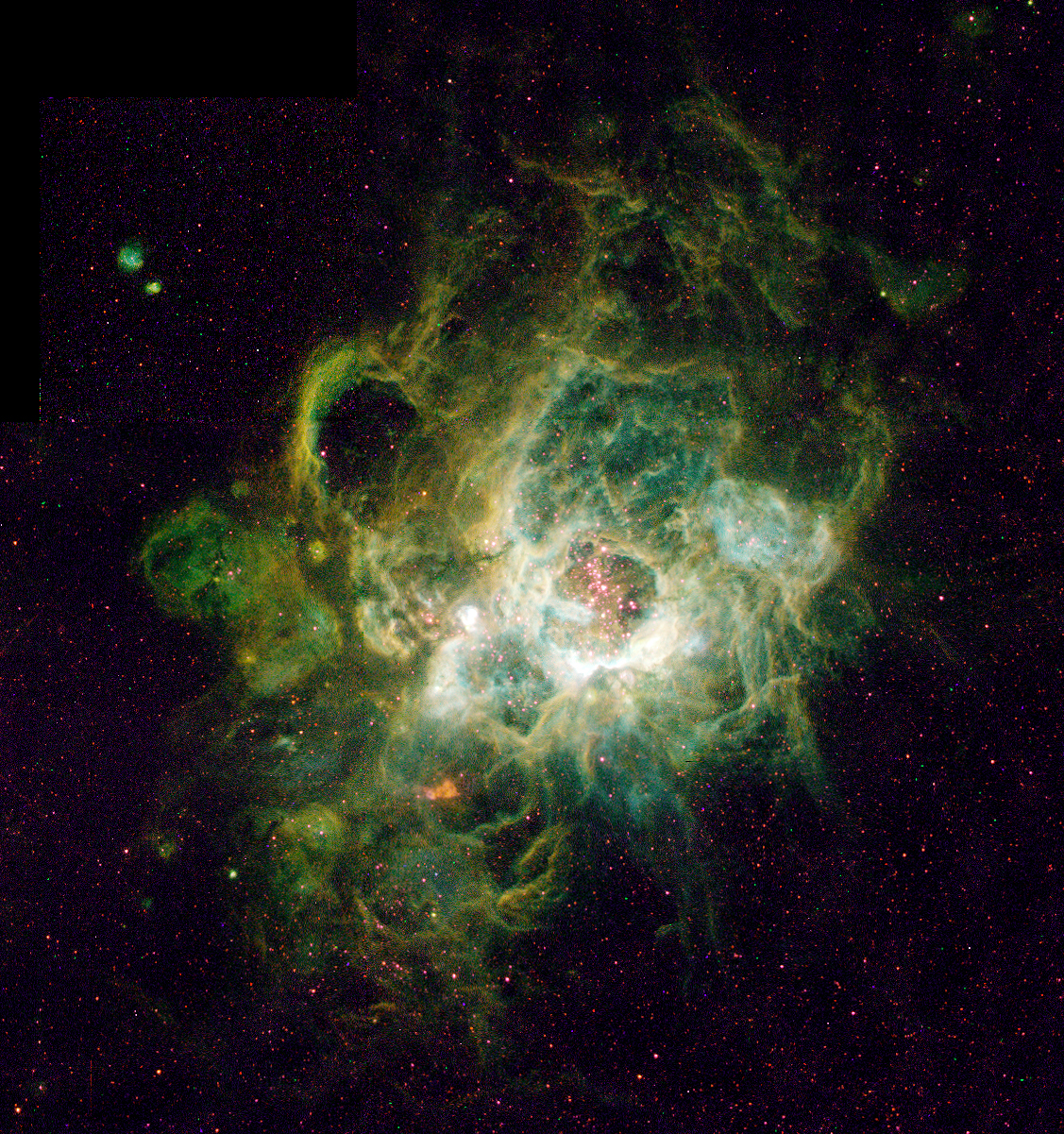
さんかく座銀河の前面のNGC 604
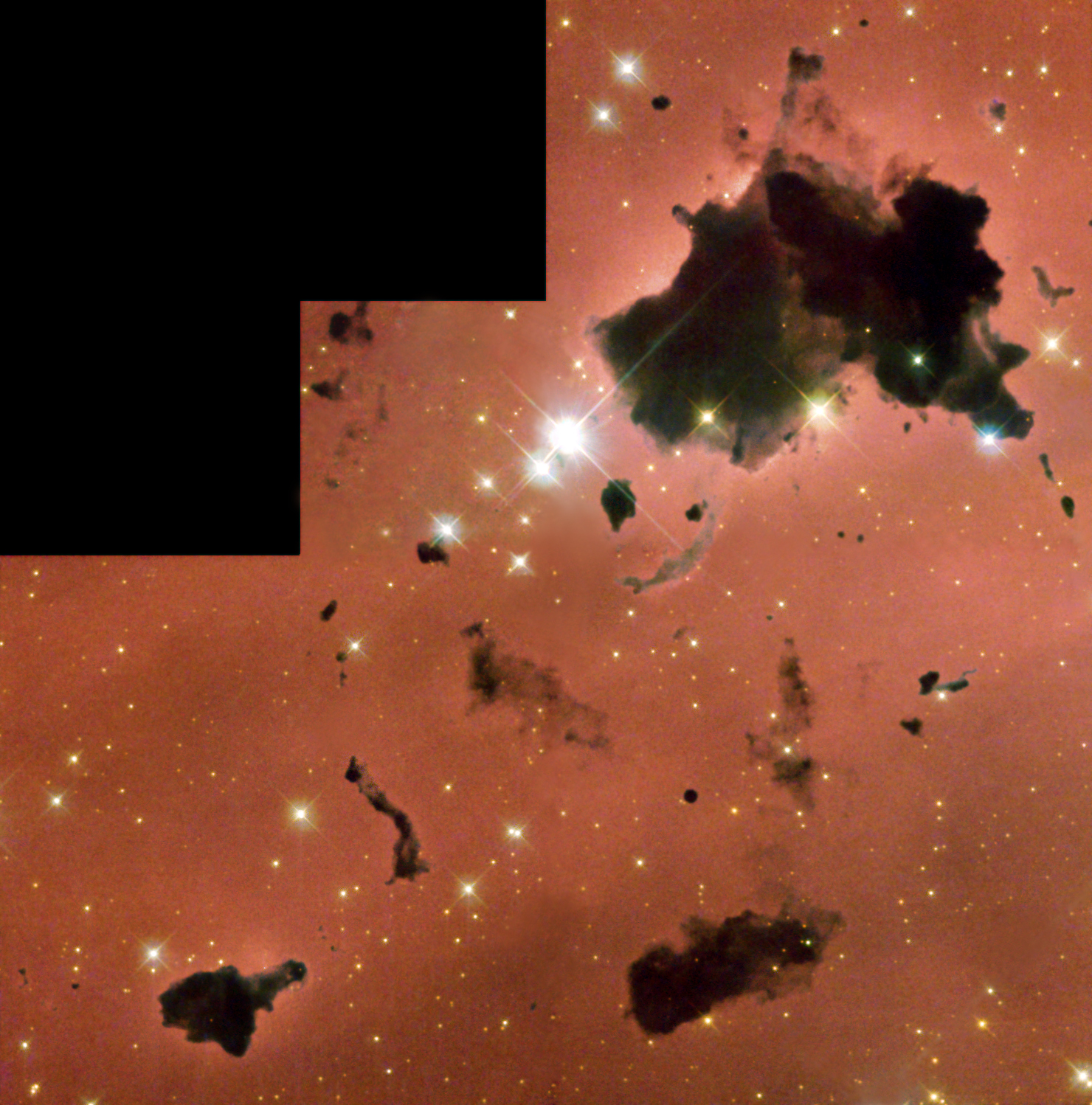
ボーク・グロビュール
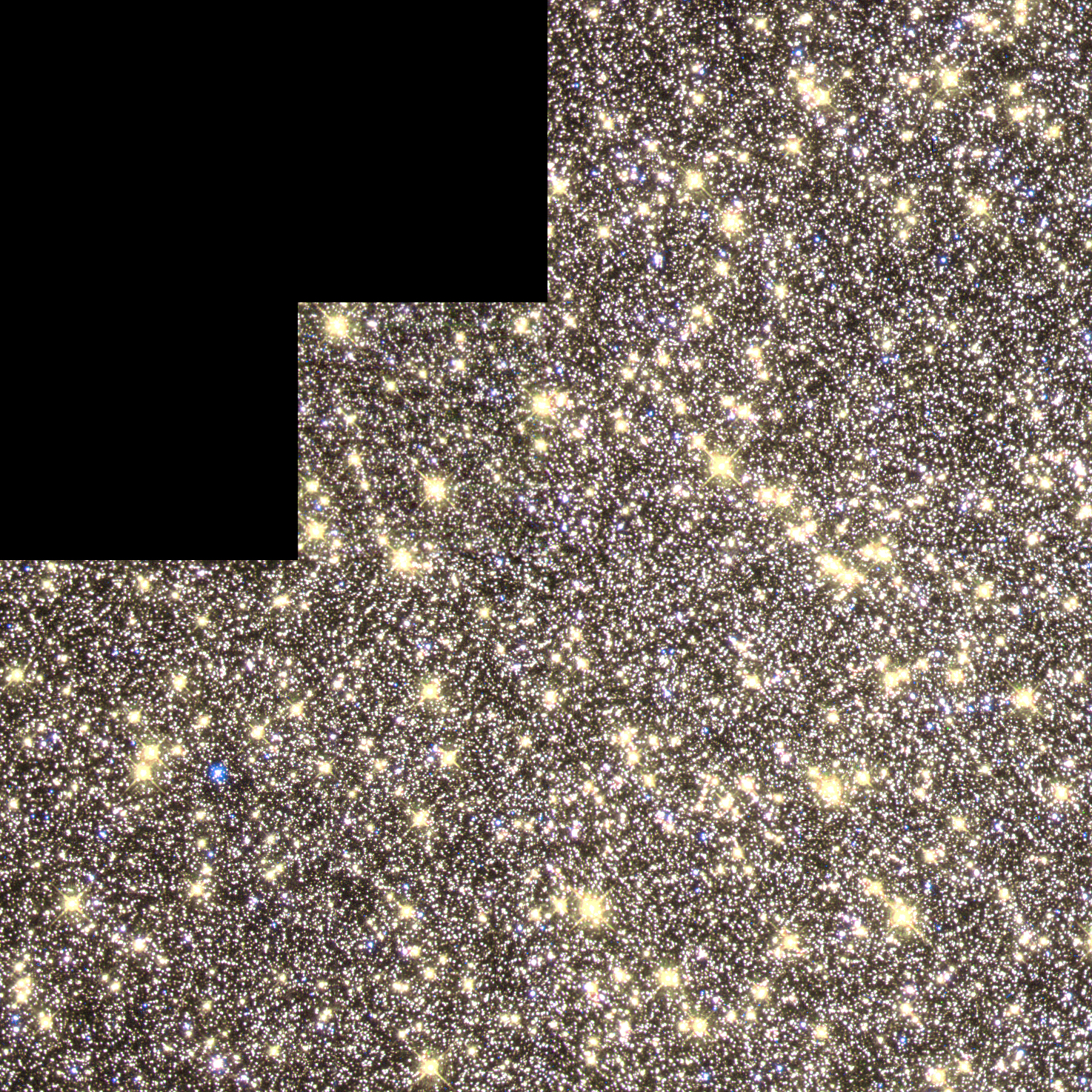
Ω星団の一部
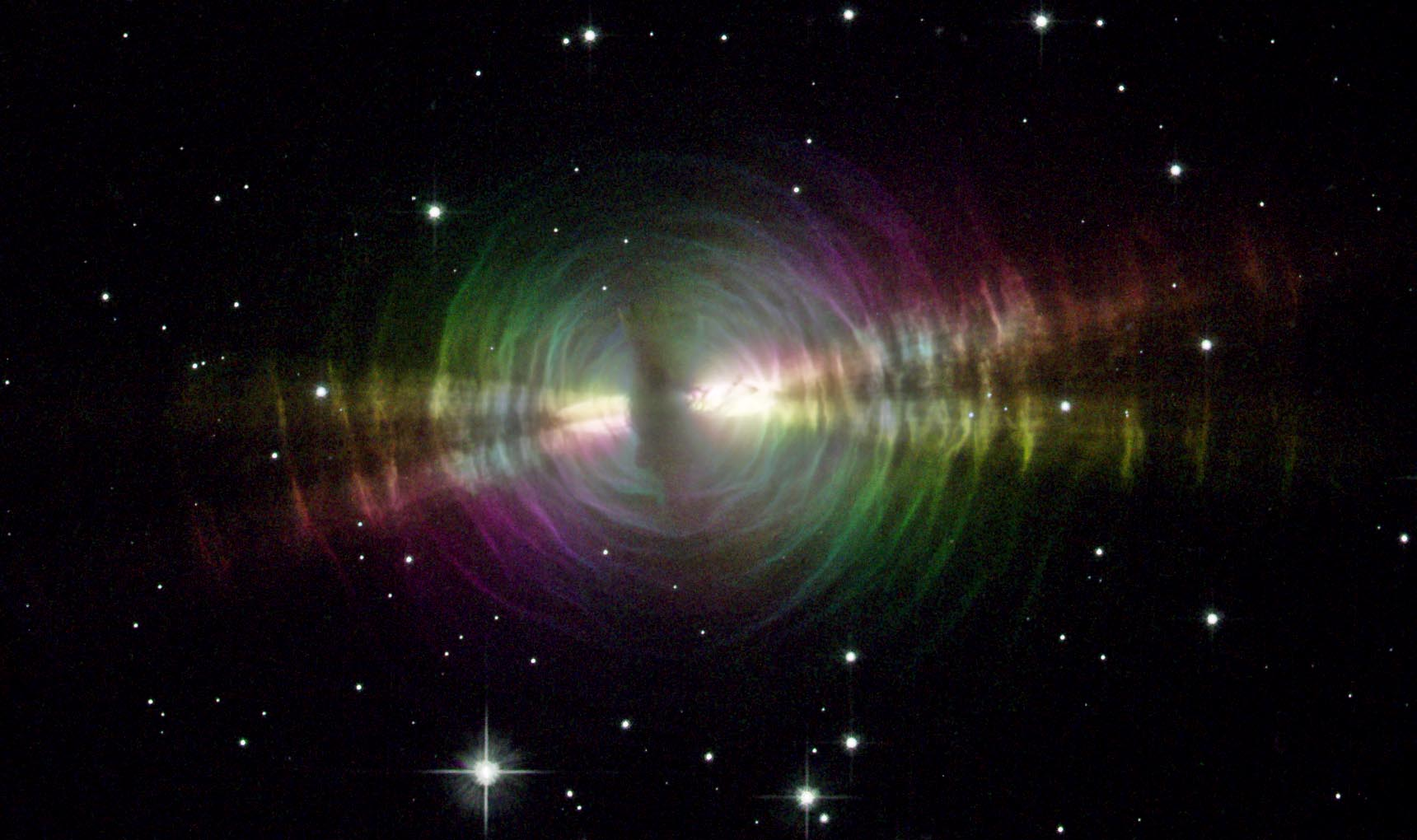
卵星雲